# Stoney (Getränk)

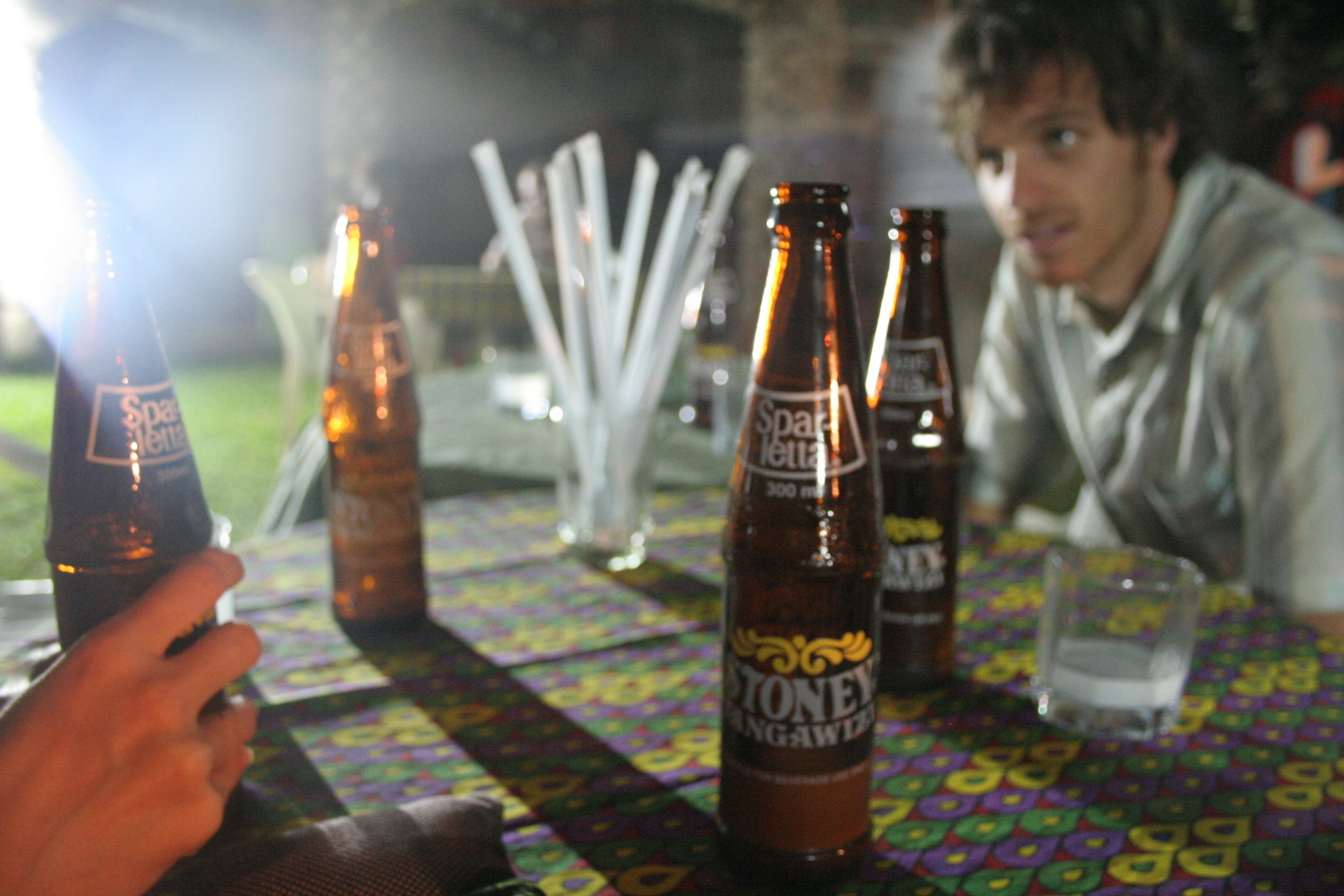
Stoney

Stoney Tangawizi (Swahili: tangawizi, Ingwer; auch Stoney oder Spar-letta) ist der Name eines von der Coca-Cola Company hergestellten und in mehreren afrikanischen Ländern vertriebenen Softdrinks. Es ist eine Limonade mit starkem Ingwer-Geschmack.
Nach Angaben der Coca-Cola Company wird Stoney in Botswana, Ghana, Kenia, Lesotho, Südafrika, Eswatini, Tansania, Uganda, Simbabwe sowie auf den Komoren, Mayotte und St. Helena vertrieben.

## Belege
1. ↑  Product Description Stoney Gold Ginger Beer (Memento vom 7. Oktober 2011 im Internet Archive)